# Дервент (дем Дедеагач)
Вижте пояснителната страница за други значения на Дервент.
Дервент (на гръцки: Άβαντας, Авандас, катаревуса: Άβας, А̀вас) е село в Западна Тракия, Гърция в дем Дедеагач с 497 жители (2001).

## География
Селото е разположено в проход между планините Овчарица (Цопан) от запад и Пеперуда (Вуна Евру) от изток.

## История
Според Анастас Разбойников в 1830 и 1878 година Дервент наброява 250 български къщи, в 1912 – 410, а в 1920 – 301. Според статистиката на професор Любомир Милетич в 1912 година в селото има 320 екзархийски български семейства.
Село Дервент е едно от големите български села в Дедеагачко през втората половина на XIX и началото на 20 век. Има 2 църкви: „Свети Харалампи“, построена в 1860 година и „Свети Георги“, построена в 1800 г. И двете съществуват днес, като първата е изцяло подновена, а втората, макар и реставрирана, е запазила стария си вид.
При избухването на Балканската война в 1912 година 3 души от Дервент са доброволци в Македоно-одринското опълчение.
През февруари 1923 година цялото население на селото е интернирано в Ретимно, на остров Крит за 6 месеца. Там работят предимно като хамали. След заточението се завръщат, но по-късно българите от Дервент са изселени. По времето на тези събития 122 души от селото стават жертва на заточението и на принудителните изселвания. В списъка са включени и загинали в национално-освободителните борби през XX век от селото.

## Личности
Родени в Дервент
- Алексий Калайджиев (1865 – ?), български духовник и революционер
- Вангел Вълков Тингов (27 януари 1914 – ?), завършил в 1941 година земеделие в Софийския университет[7]
- Георги Маринов (1875 – 1903), български революционер
- Крайо Атанасов, български революционер
- Митрю Карабелята (? – 1908), български революционер и съратник на войводата Тане Николов
- Петко Антипов, български революционер
- Петко Арнаудов, български революционер
- Станимир Попов (1889 – 1971), български революционер
- Тодор Майсторов (1917 – 1977), народен учител, носител на орден „Св. св. Кирил и Методий“